# جون هربرت كويك
جون هربرت كويك (بالإنجليزية: John Herbert Quick)‏ (1861 - 1925)؛ روائي أمريكي.

## روابط خارجية
- جون هربرت كويك على موقع IMDb (الإنجليزية)